# Gabriel Canyelles
Gabriel Canyelles (Barcelona ? - ? 15 de maig de 1449), fou un notari i escrivà barceloní.

## Biografia
Pere Miquel Carbonell, en la seva obra De uiris illustribus catalanis el qualificà d'home docte i virtuós, tant en l'ofici i en l'art de la notaria com en les seves facultats oratòries, així com de cal·lígraf i gramàtic virtuós.
Exercí de notari reial públic a Barcelona, així com d'escrivà del Capítol de la Seu. Fou regent de les escrivanies del Consell de la Ciutat, càrrec en el qual succeí al notari Bernat d'Esplugues, l'any 1433.

## Obres
- Vademecum
- Liber negotiorum monasterii praedicatorum Barcinonae
- Llibre dels capbreus dels aniversaris